# Turán (régió)
Turán (perzsául: توران) a letelepedett iráni népektől északra, az Oxus (mai nevén az Amu-darja) folyón túl elterülő közép-ázsiai sztyeppék vidékének neve az iráni mitikus és epikus hagyományban. Ebben az alakban a középperzsa nyelvben fordul elő először. Területét nevük alapján iráni nyelvű, lovasnomád népek lakták. Az arab történetírók a Transzoxánia névvel azonos értelemben használták. A terület a 16. században mint Turkesztán vált ismertté Európában.

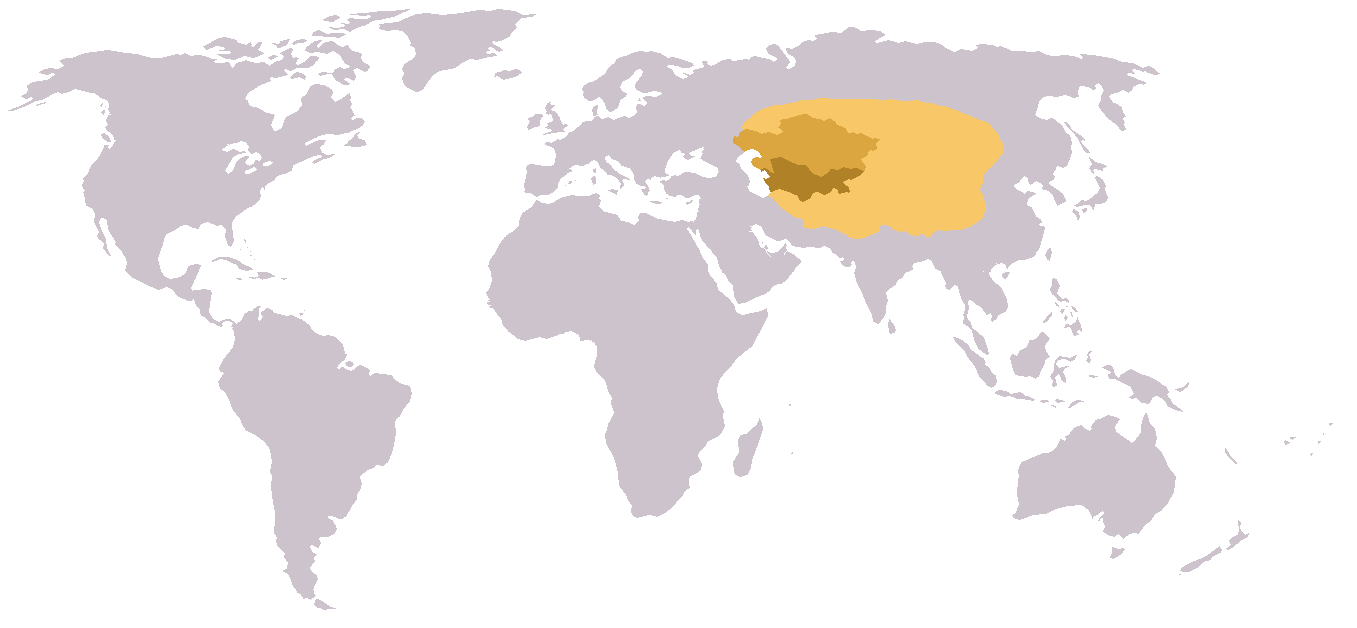
Turán területe a 16. században mint Turkesztán vált ismertté Európában

## A név eredete
A kifejezés a perzsa nyelvből származik. A Sáhnáme (Királyok könyve), a perzsa irodalom leghíresebb és számos ázsiai országban máig népszerű műve, amely a 10. században született, a következőképpen írja le, hogy Feridún király, a perzsák első sahja hogyan osztotta fel birodalmát három fia között:
| "Elsőbben is Szelmet hívta elő s neki Rúmnak birodalmát s Khavert szemelte ki… Másod szeren Turánt adta vala Túrnak, Turk nép és Csin felett őt tevé meg úrnak… Ireds került sorra legvégül; az atyja Néki az Irán föld urodalmát adja." |
| (Radó Antal fordítása) |

Irán Iradzsnak jutott, akit ezért testvérei megöltek, Túr országa pedig a Turán nevet kapta. Irán és Turán örökös harcáról szól az elbeszélő költemény.

## Turáni-alföld
A Turáni-alföld a mai Közép-Ázsia nagy részére kiterjedő, sztyeppékkel borított síkság.
A párthus és a számánida korban Turán az Aral-tóba ömlő Szír-Darja (Oxus) vidékét, Kangkü (Kangha) országát jelentette, melynek székhelye Kang városa volt.

## Turáni embertípus
Az embertan (fizikai antropológia) megkülönbözteti a turáni vagy turanid embertípust. Ez az emberi rasszok („emberfajták”) egyike, amely az europid és mongoloid nagyrasszok közötti átmeneti formának tekinthető. Tiszta formájában Belső-Ázsia egyes területeinek lakóira jellemző, de más típusokkal keveredve számos ázsiai és európai embercsoportnál kimutatható.

## Turáni népek és nyelvek

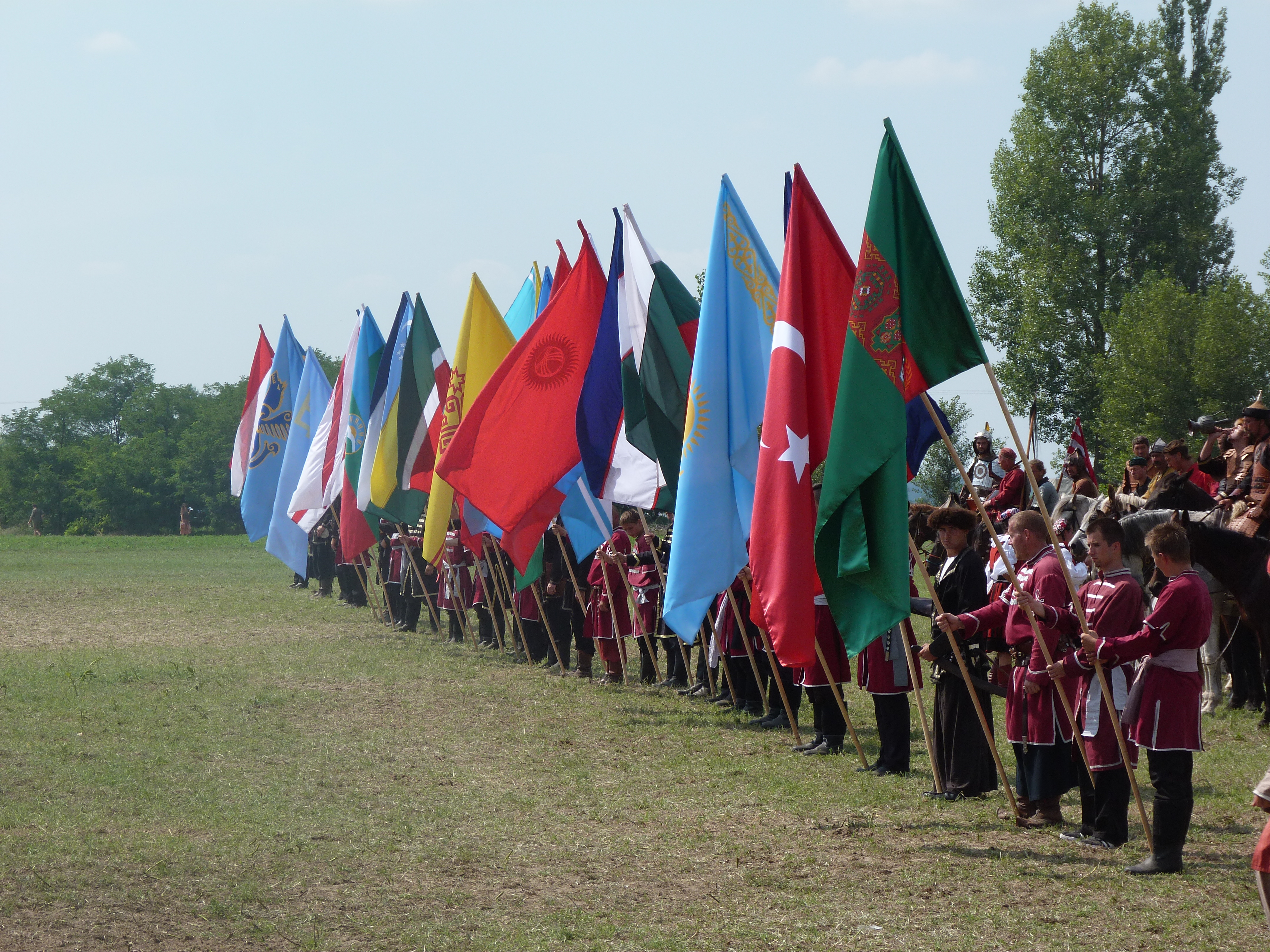
Turáni nemzetek zászlói - Kurultáj, 2014

A turáni népek az eurázsiai sztyeppék területén, illetve hatókörében élő egykori népek, illetve mai utódaik  összefoglaló elnevezése. A fogalom főleg a 20. század első felében volt elterjedt, de néha még ma is előfordul. A csoportosítás alapja az a megfigyelés volt, hogy ezek a népek mindmáig számos közös kulturális, antropológiai és részben nyelvi vonást őriznek.
A turáni népek közé eredetileg a következőket sorolták: török- vagy helytelenül türk népek (ujgurok, kazakok, oszmán-törökök, kipcsakok stb.), szkíták (szittyák), hunok, magyarok, avarok, mongolok, mandzsuk. Később a turanizmus eszméjében a japánokat is idesorolták, a japán nép eredetére vonatkozó felismerések alapján.
A turáni nyelvek fogalmát a mai összehasonlító nyelvészet már nem használja, azonban hasonló értelmű az urál-altaji nyelvcsalád fogalma, amely a 19. században, Rasmus Christian Rask, Wilhelm Schott (1802-1889) és Matthias Alexander Castrén nyelvészeti munkája nyomán jelent meg. Ez nagyrészt ugyanazokat a nyelveket foglalja magába, azzal a különbséggel, hogy az urál-altaji nyelvcsaládba sorolt nyelvek rokonságát a rendszeres hangmegfelelések elemzésével és más tudományos nyelvészeti módszerekkel vizsgálják.